# Galliano

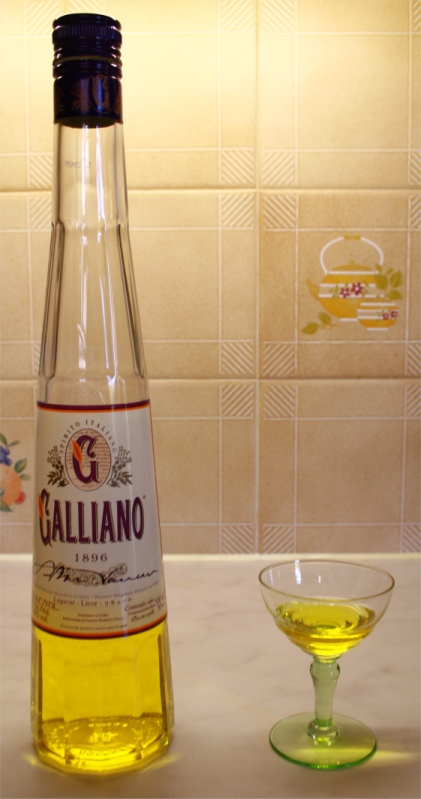
Galliano

Galliano — ванильный ликёр на растительной основе. Содержание спирта составляет 30 % (в оригинальном рецепте — 42,3 %). Один из самых известных итальянских ликёров.
Прекрасно смешивается с другими напитками, являясь необходимым ингредиентом многих классических коктейлей, в частности, «Харви Волбенгер», «Жёлтая птичка», «Золотая мечта».
Владелец бренда — нидерландская компания Lucas Bols.

## Производство
Был создан в Ливорно в 1896 году мастером дистилляции Артуро Ваккари (итал. Arturo Vaccari), в честь героя первой итало-эфиопской войны конца XIX века Джузеппе Гальяно.
При производстве, включающем 7 мацераций и 6 дистилляций, используется около 30 ингредиентов — различные травы и специи, ваниль, звездчатый анис, можжевельник, лаванда, мята и др.

## Ароматы Гальяно
Технология производства позволяет создавать ликёры с уникальным и многогранным вкусом и ароматом.
- Galliano L`Autentico — классический, оригинальный; в аромате преобладают ноты ванили
- Galliano Ristretto — в аромате раскрывается истинно итальянский способ приготовления кофе — ристретто
- Galliano Balsamico — сочетает в себе бальзамический уксус, ингредиенты Galliano L`Autentico и Galliano Ristretto